# بيرند ويتنبرغ
بيرند ويتنبرغ (بالألمانية: Bernd Wittenburg)‏ (مواليد 1 أبريل 1950) هو ملاكم ألماني شرقي، مثّل بلاده في الألعاب الأولمبية الصيفية 1976.

## روابط خارجية
بيرند ويتنبرغ على موقع أوليمبيديا (الإنجليزية)